# Chalchihuihtotolin

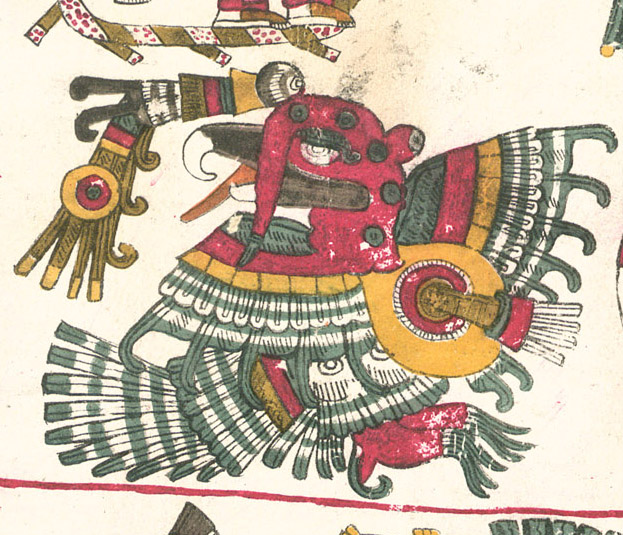

Chalchihuihtotolin (nah. "przyozdobiony klejnotami indyk") – w wierzeniach Azteków był nagualem boga Tezcatlipoca i symbolem potęgi czarów. Wierzono iż Tezcatlipoca ma moc doprowadzania ludzi do samozniszczenia, jednakże pod postacią indyka Chalchihuihtotolin może wymazać ich winy, oczyścić i odwrócić przeznaczenie.
Był patronem kalendarzowym 18 dnia miesiąca (Tecpatl).